# タチアナ・マクファデン
タチアナ・マクファデン（Tatyana McFadden（ロシア語：Татьяна Макфадден）, 1989年4月21日-）は、アメリカの車いす陸上競技選手、クロスカントリースキー選手。旧ソビエト連邦出身のロシア系アメリカ人。「タチアナ・マクファーデン」と表記される場合もある。

## 人物
1989年に旧ソビエト連邦のレニングラードで生まれる。二分脊椎症による下半身不随があり、出生直後に孤児院に入れられて6歳まで育った。アメリカの障害者委員としてロシアを訪れていたデボラ・マクファデンの養女となり、メリーランド州ボルチモアに移住した。成長過程では水泳、体操、車いすバスケットボール、スレッジホッケー、車いす陸上競技等を経験した。
高校時代には、高校の陸上部で他の健常者の選手と競技することを禁じられたことから、2005年に養母デボラと共に、障害のある生徒の学校対抗戦への出場等の機会均等を求める訴訟を起こした。2008年にはメリーランド州で障害を持つ生徒が体育プログラムに参加する機会を平等にする州法が成立した。その後、同様の州法が各州で成立し、一連の法律は「タチアナ法」とも称された。。
イリノイ大学に進学して人間発達・家族研究を専攻し、2013年に卒業した。大学では、車椅子バスケットボールチームにも所属した。
誰よりも力強く丘を登る様から「野獣」（The Beast）というニックネームを持つ。モットーは「ヤ・サマ」（Ya sama）で、ロシア語で「私にはできる」といった意味とされる。2016年には『Ya Sama! Moments from My Life』の題で図書を刊行している。
妹が2人おり、その1人であるハンナ・マクファデンは、同じく車いす陸上競技でロンドンパラリンピックに出場したため、初めて姉妹で同一のパラリンピックに出場した選手となった。

## 競技成績
パラリンピックには2004年のアテネ大会に初めて参加し、銀メダルと銅メダルを獲得した。以後、東京大会まで6大会連続で出場している。リオデジャネイロ大会では、出場した6種目全てでメダル（金メダル4つ、銀メダル2つ）を獲得した。
2014年には出身国であるロシアでの冬季パラリンピック（ソチ大会）が開催されることとなり、クロスカントリースキーの選手として参加し、銀メダルを獲得した。
2013年の世界選手権では、出場した6種目（100m、200m、400m、800m、1500m、5000m）の全てで金メダルを獲得した。また、同じ2013年には、車いすマラソンの4大大会であるボストン、ロンドン、シカゴ、ニューヨークシティの全てで優勝し、車いすレース選手で初めて「年間グランドスラム」を達成した。